# Estaimpuis
Estaimpuis (en való Timpu, neerlandès Steenput) és un municipi belga de la província d'Hainaut a la regió valona. El municipi es va formar amb la fusió de set antics municipis l'u de gener de 1977: Estaimpuis (I), Évregnies (II), Saint-Léger (III), Estaimbourg (IV), Leers-Nord (V), Néchin (VI), i Bailleul (VII). És regat pel canal navegable Spierekanaal, una part de l'Enllaç Deule-Escalda.

Seccions d'Estaimpuis. Les seccions d'Estaimpuis, Leers-Nord i Néchin fan frontera amb França, limitant amb els municipis de Wattrelos (k), Leers (j) i Toufflers (i). Limita amb els municipis de Herseaux (a), Dottignies (b), Espierres (c), Warcoing (d), Pecq (e), Esquelmes (f), Ramegnies-Chin (g) i Templeuve (h)